# 广西黑面神
广西黑面神（学名：Breynia hyposauropa）为大戟科黑面神属下的一个种。

## 扩展阅读
- 維基物種上的相關：广西黑面神